# Strefa Borena

Mapa regionów i stref Etiopii.

Strefa Borena (Borena Zone) – jedna ze stref regionu Oromia, w południowej Etiopii. Nazwa strefy pochodzi od oromskiego ludu Borana. Do ważniejszych miast w strefie należą: Hagere Maryam, Moyale, Yabelo, Mega, Wachile i Teltele. Borena od południa graniczy z Kenią.
W Borena znajduje się rezerwat przyrody Yabelo Wildlife Sanctuary, a także kopalnie złota.

## Demografia
Na podstawie spisu ludności z 2007 roku strefa ma łączną populację 962,5 tys. mieszkańców na powierzchni 45 435 km² (21 osób/km²). Do największych grup etnicznych należeli: Oromowie (88,8%), Gedeo (4,4%) i Burji (3,2%). Do pozostałych grup etnicznych należało 3,6% populacji. Najwięcej wyznawców posiadali protestantyzm (47,3%), tradycyjne religie plemienne (35,0%), muzułmanie (9,6%) i etiopscy prawosławni (5,5%).

## Podział administracyjny
W skład strefy wchodzi 10 wored:
| - Abaya - Arero - Bule Hora - Dire - Dugda Dawa - Gelana - Miyu - Moyale - Teltele - Yabelo |